# 友好街
友好街是中華人民共和國遼寧省大連市中山區一條南北走向道路，北至長江路，南至五惠路。道路全長538.6米，初建於1906年。1909年開通有軌電車。1937年，由於大連站通車的緣故，有軌電車拆除。